# Boulevard Foch (Reims)
Le boulevard Foch est une voie de la commune de Reims, située dans le département de la Marne (département), en région Grand Est.

## Situation
Le boulevard se situe dans le centre-ville de Reims et comporte deux voies à double sens. Il débute au croisement du boulevard Desaubeau et de la rue du Général-Sarrail et se termine au carrefour formé par le boulevard du Général-Leclerc, la place Drouet-d'Erlon et la rue du Général-Estienne.

## Origine du nom
Le nom de cette voie fait référence au maréchal Ferdinand Foch, commandant en chef des forces alliées sur le front de l'Ouest pendant la Première Guerre mondiale.

## Historique
Ancien Boulevard des Promenades puis Boulevard de la République en 1885, allait alors de la Porte-Mars jusqu’au canal.
La partie comprise entre la Porte-Mars jusqu’à la place Drouet-d’Erlon prit le nom de boulevard Foch en 1929 et la partie allant de la place d’Erlon au Canal prit le nom de boulevard du Général-Leclerc en 1949,.

## Bâtiments remarquables et lieux de mémoire
- n°21-23 : Immeuble Remarquable, Siège de l’agence de l’architecte Georges Bisson qui s’est amusé à parsemer la façade d’éléments décoratifs puisant dans le registre végétal et animal, qui sont tout à fait caractéristiques des excès de l’Art-Déco. Il est repris comme éléments de patrimoine d’intérêt local[3].
- no 33 : Immeuble[4]
- Square Colbert

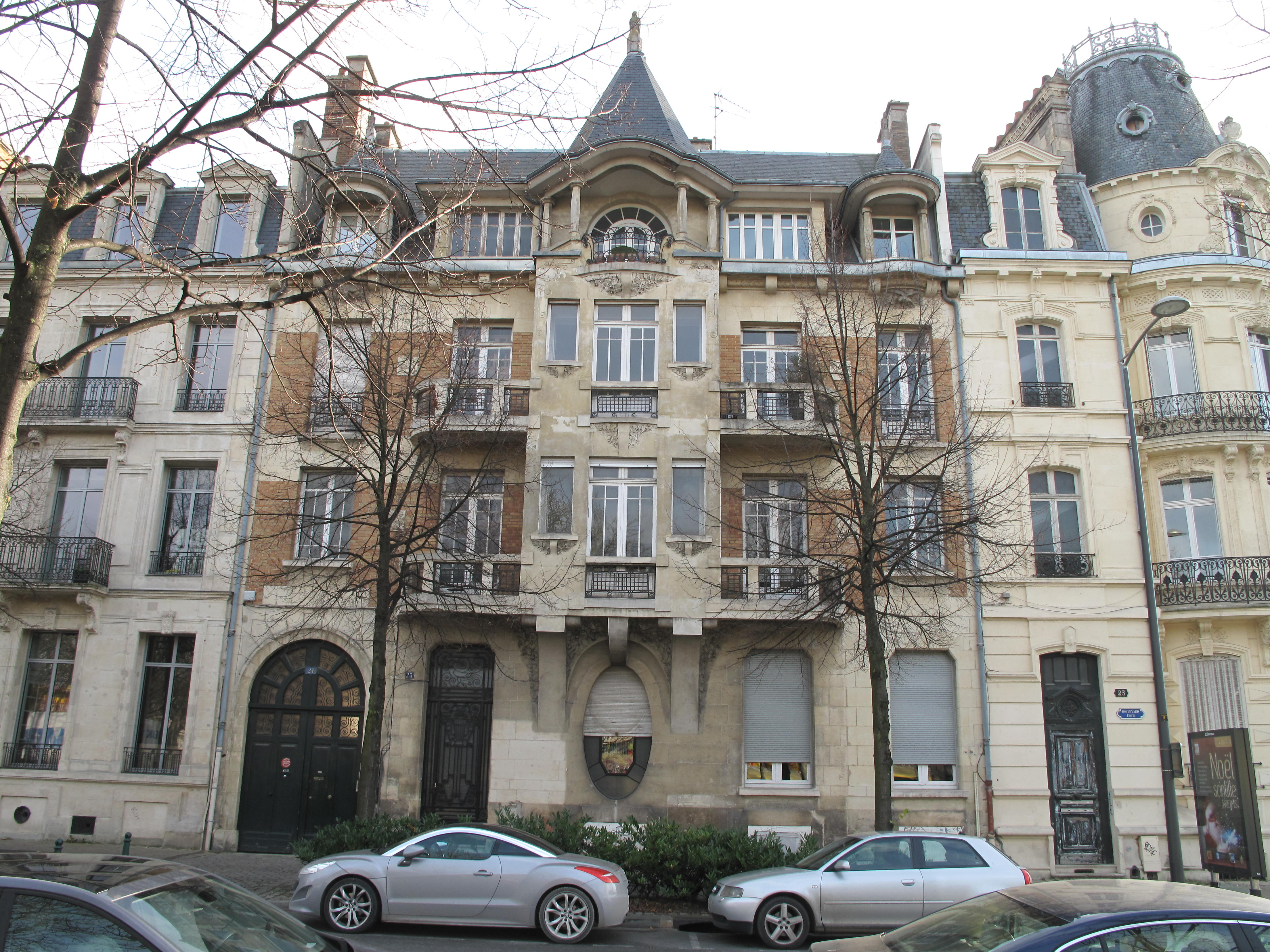
Immeuble de style Art Déco au 23 boulevard Foch
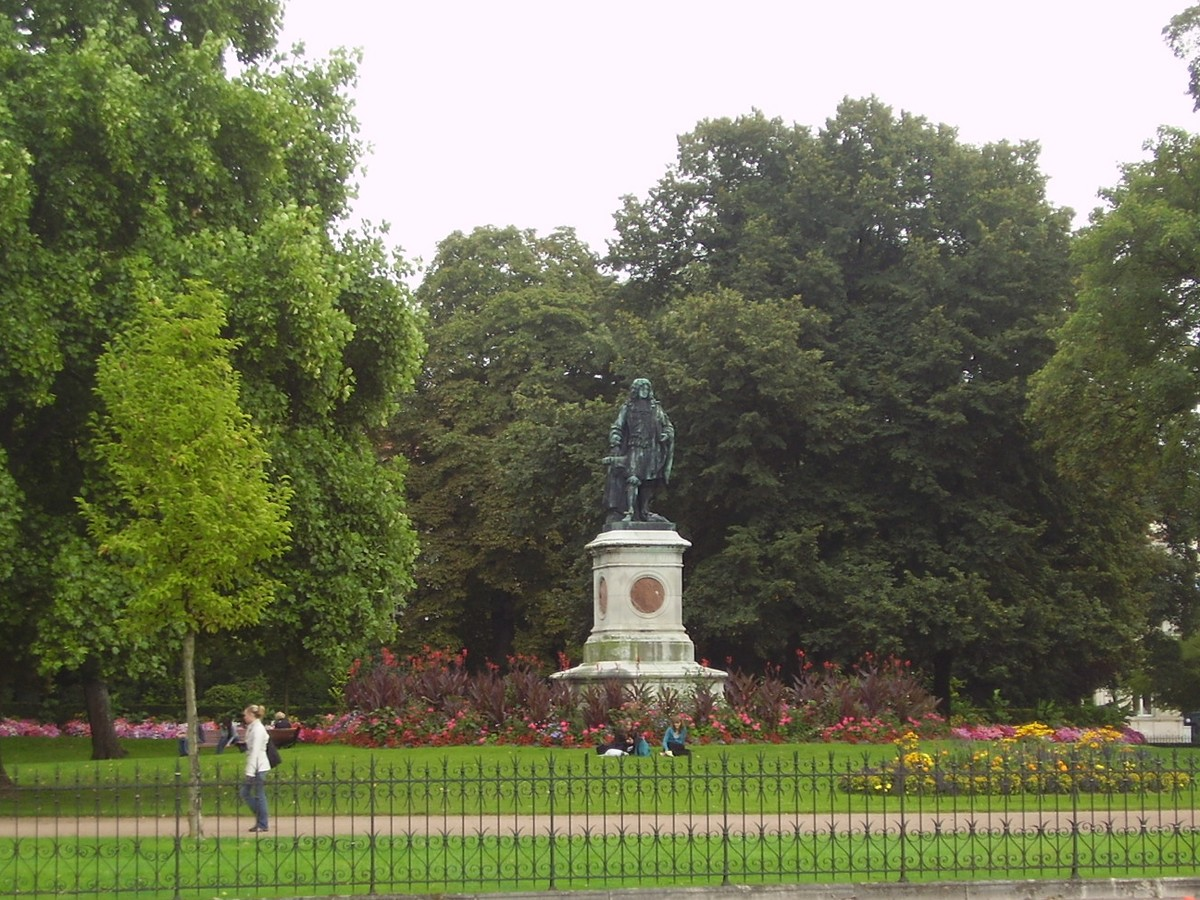
Square Colbert